# Безумно красивые
«Безумно красивые» — телеигра, выходившая на Муз-ТВ с 15 октября 2011 по 1 марта 2012 года. Создано по формату голландской программы «Pretty Smart». Ведущая — Ольга Шелест.

## Описание
В игре принимают участие три команды, каждая из которых состоит из молодых людей и двух девушек. Девушки отвечают на заданные вопросы, а юноши угадывают возможный ответ девушек из своей команды. Однако некоторые ответы девушек настолько непредсказуемы, что юношам не удаётся даже предположить ход мысли во время обсуждения заданного вопроса.
Ведущей программы стала популярная теле- и радиоведущая Ольга Шелест.
К кастингу для съёмок телешоу допускались девушки возрастом от 18 до 27 лет, а также мужчины от 20 до 37 лет. Кастинг прошёл 30 сентября 2011 года в Москве. На сайте канала объявлено о кастинге нового сезона.
По словам представителей канала Муз-ТВ, передача является самым смешным телевизионным шоу сезона.

## Аналоги
- «Жіноча логіка» (с укр. — «Женская логика») (ICTV)

## Критика
По итогам 2011 года передача получила антипремию в номинации «Сексизм в СМИ».
Скандальную известность получил выпуск передачи с участием сестёр Каратыгиных, в котором две девушки в ответ на вопрос «Что такое Холокост?» предположили, что Холокост – это клей для обоев. После публикации отрывка записи выпуска в сети Интернет и последовавшего за ним бурной реакции СМИ и пользователей Интернета девушек обвинили в невежестве и бессердечии, и в итоге в марте 2012 года журналист Мумин Шакиров пригласил сестёр в на интервью в эфире Радио «Свобода», где также присутствовала глава общественного Фонда «Холокост» Алла Гербер. Впоследствии Мумин Шакиров снял документальный фильм «Холокост — клей для обоев?», в рамках которого он организовал для сестёр Каратыгиных экскурсию в музей Освенцима.